# Седогептулоза
Седогептуло́за — природный моносахарид группы гептоз. В природе распространён в кетоформе, в виде D-энантиомера.

## Свойства
Аморфное вещество, растворимое в воде. Удельное вращение от +2° до +3°.Не сбраживается дрожжами.
На хроматограммах, как и манногептулоза, при обработке бутанольным раствором орцина и трихлоруксусной кислоты и нагревании даёт синевато-зелёные пятна.
При нагревании с разведённой неорганической кислотой образует равновесную смесь 20 % сахара и 80 % кристаллического невосстанавливающего ангидрида — 2,7-ангидро-β-D-альтро-гептулопиранозы.
В щелочном растворе легко окисляется кислородом до D-альтроновой кислоты, кальциевая соль которой окисляется пероксидом водорода и ацетатом железа до D-рибозы. Может являться лабораторным источником получения D-рибозы и D-альтрозы.
При восстановлении образует многоатомный спирт волемит, обнаруженный в корнях некоторых растений и отдельных грибах.

## Распространение
Впервые была обнаружена в очитке (Sedum spectabile) в 1917 г. В больших количествах содержится в растениях семейства толстянковые. В виде фосфата присутствует во всех зелёных растениях, а также в тканях животных, к примеру, в печени.

## Получение
После выпаривания водного извлечения из листьев очитка до густого сиропа седогептулоза экстрагируется спиртом, который удаляют выпариванием. Водный раствор сиропа очищают ацетатом свинца, который потом удаляют осаждением с сероводородом.
В смеси с манногептулозой образуется при окислении волемита с участием бактерий рода Acetobacter.

## Биологическое действие
Играет важную роль в процессе фотосинтеза и метаболизме углеводов в тканях животных. В виде фосфорнокислых эфиров — седогептулозо-7-фосфата и седогептулозо-1,7-дифосфата является звеном пентозофосфатного пути и восстановительного пентозофосфатного цикла (цикла Кальвина), участвует в образовании гексоз из более коротких углеводных фрагментов.